# Sishayi Nxumalo
Sishayi Simon Nxumalo (1936 – 25 de fevereiro de 2000) atuou como Primeiro Ministro em exercício da Suazilândia de 8 de maio de 1996 a 26 de julho de 1996. Ele foi ministro das finanças de 1983 a 1984.
Ele também chegou a ser líder do Partido Democrático da Suazilândia (SDP).